# Поверше
Поверше (пол. Powiersze, нім. Powarschen) — село в Польщі, у гміні Гурово-Ілавецьке Бартошицького повіту Вармінсько-Мазурського воєводства.
Населення — 6 осіб (2011).

## Демографія
Демографічна структура станом на 31 березня 2011 року:
|          | Загалом | Допрацездатний вік | Працездатний вік | Постпрацездатний вік |
| -------- | ------- | ------------------ | ---------------- | -------------------- |
| Чоловіки | 4       | 3                  | 1                | 0                    |
| Жінки    | 2       | 1                  | 1                | 0                    |
| Разом    | 6       | 4                  | 2                | 0                    |